# Thomaston (Alabama)
Thomaston – miasto w Stanach Zjednoczonych, w stanie Alabama, w hrabstwie Marengo. W roku 2023 miasto zamieszkiwało 318 osób, a gęstość zaludnienia wynosiła 61,2 osoby/km².